# Nederlandse Norm
Nederlandse Norm (NEN) är ett nederländskt standardiseringsinstitut för elektroteknik och informationsteknologi.
Institutet bildades 2000 genom en sammanslagning av Nederlandse Normalisatie-instituut och stiftelsen NEC.
NEN är den nederländska motsvarigheten till svenska Svenska institutet för standarder.